# Borovnice (Boêmia do Sul)
Borovnice é uma comuna checa localizada na região da Boêmia do Sul, distrito de České Budějovice.